# FM응접실
FM응접실은 안동MBC FM4U(FM 91.3MHz)에서 매일 오후 4시부터 방송되는 경상북도 북부지역의 대중음악 전문 라디오 프로그램이다.

## 코너소개
FM응접실은 매일, 요일별로 다양한 코너로 구성되어 있다.

### 매일
- 청취자의 신청곡, 80,90,2000년대의 추억의 가요와 팝송

### 월요일, 화요일, 수요일, 목요일, 금요일 1,2부
- 청취자의 신청곡, 2000년대의 비교적 최신 가요와 팝송

### 월요일, 화요일, 수요일, 목요일, 금요일 3,4부
- 청취자의 신청곡, 8090추억의 가요와 팝송

### 토요일, 일요일
- 영화,드라마OST, 리메이크앨범, 오늘은 이 가수

## 같이 보기
- 안동문화방송
- MBC FM4U
- 완벽한 하루 이상순입니다